# Witte Brigade

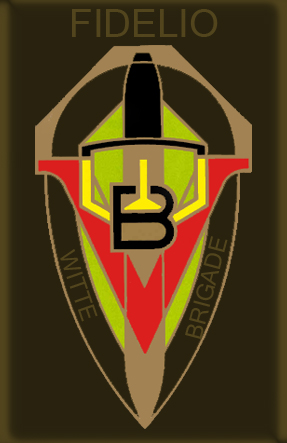
Witte Brigade

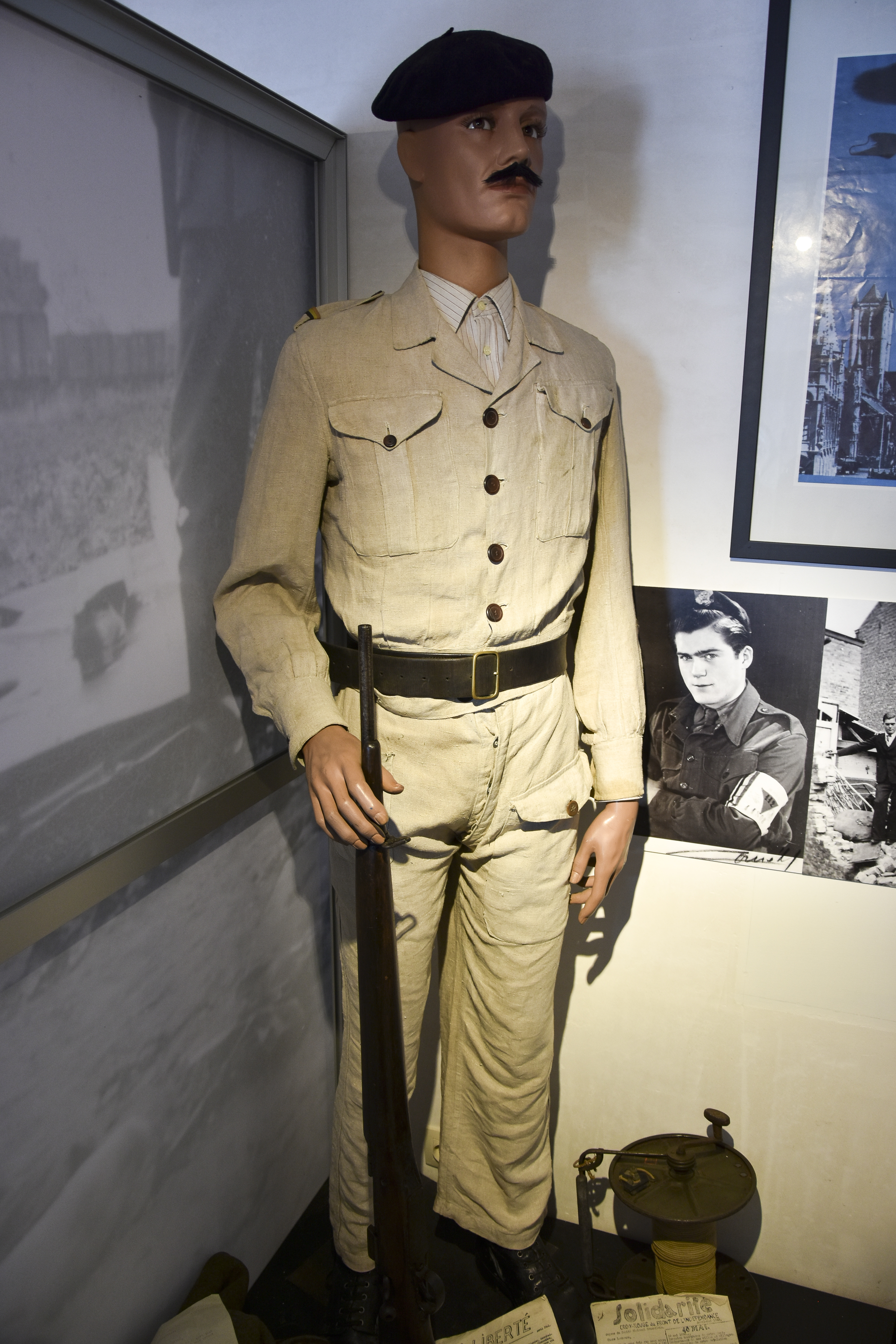
Een lid van de Witte Brigade, Museum Cabour WOII & 2/4 Lansiers

De Witte Brigade, eerst De Geuzengroep en na de bevrijding Witte Brigade-Fidelio was een Belgische verzetsgroep, in de zomer van 1940 in Antwerpen opgericht door Marcel Louette met als bijnaam Fidelio.
De naam verwees naar het verzet van de groep tegen de "Zwarte Brigade", een groep collaborateurs onder leiding van SS-Untersturmführer Reimond Tollenaere, die verantwoordelijk was voor de propaganda van het VNV. De verzetsgroep had haar zwaartepunt in Antwerpen maar had afdelingen in Gent, Lier, Aalst, Brussel, het Waasland, Wallonië en in de kuststreek.

## Activiteiten
Belangrijke activiteiten van de Witte Brigade waren het verspreiden van anti-Duitse propaganda, het aanleggen en bijhouden van lijsten van collaborateurs en het organiseren van vaderlandslievende manifestaties op belangrijke Belgische data als 21 juli en 11 november. De verzetsgroep publiceerde een eigen propagandakrantje, genaamd Steeds verenigd – Unis Toujours, waarvan ongeveer 80 edities verschenen.
Daarnaast was de groep bezig met het verkrijgen van militaire inlichtingen over de haven van Antwerpen en een mogelijke Duitse invasie in Engeland (zie Operatie Seelöwe) en het terugbrengen van geallieerde piloten naar Engeland. De Witte Brigade had verbindingen met verschillende inlichtingendiensten, waaronder, Luc, Bravery en de Groep Zero. Daarnaast had het, als enige Belgische verzetsgroep, contacten met zowel de regering in ballingschap als de Britse overheid.

## Leden en arrestaties
Veel leden van de Witte Brigade waren politieagenten. Vooral het politiekorps van Deurne was sterk vertegenwoordigd. Vanaf 1943 werden veel leden van de verzetsgroep gearresteerd. Bij een vooraanstaand lid was een ledenlijst gevonden en als gevolg hiervan werden 58 leden gearresteerd en naar Duitse kampen gestuurd. In Deurne werden bij een razzia in januari 1944 62 agenten opgepakt en in datzelfde jaar, op 9 mei, werd de stichter Marcel Louette opgepakt en naar Kamp Vught en later Sachsenhausen gedeporteerd. Louette zou uiteindelijk terugkeren uit Duitsland en overleed in 1978. In totaal leed de Witte Brigade 400 verliezen, op 3750 erkende leden.

## Realisaties
Ondanks de grote verliezen wist de Witte Brigade, samen met het Geheim Leger, het Onafhankelijkheidsfront, de NKB en Groep G samen met de Geallieerden de bijna ongeschonden haven van Antwerpen te veroveren. De invloed van de Witte Brigade was aanzienlijk. Al gauw werd het verzet in de volksmond de Witte Brigade genoemd. Om deze reden voegde de groep na de bevrijding het woord Fidelio, de schuilnaam van Louette, toe. Zo onderscheidde de Witte Brigade-Fidelio zich van andere verzetsgroepen.

## Afdelingen
De Witte Brigade had afdelingen in de volgende plaatsen:
| - Aalst - Aarschot - Antwerpen - Berchem - Berlaar - Bertem - Beveren-Waas en omstreken - Boom - Borgerhout - Broechem - Brugge - Brussel - De Panne - Deurne | - Duffel - Eupen - Genk - Gent - Gierle - Hemiksem - Herent - Herenthout - Heist-op-den-Berg - Hoboken - Hombeek - Hoogstraten - Kapelle-op-den-Bos - Kessel-Lo | - Kontich - Kortenberg - Leopoldsburg - Lichtervelde - Lier - Lissewege - Leefdaal - Leuven - Lombardsijde - Londerzeel - Luxemburg - Malmedy - Mortsel - Mechelen | - Merksem - Muizen - Nieuwpoort - Ninove - Oelegem - Oostduinkerke - Oostende - Puurs - Ressegem - Sint-Amands - Sint-Gillis-Waas - Theux - Tienen - Tongeren - Waasmunster - Zeebrugge |